# Cijev
Cijev je izduženo šuplje i na obje strane otvoreno cilindrično tijelo čija je duljina većinom puno veća od njegovog promjera. Za razliku od crijeva cijev je proizvodena od relativno nefleksibilnog materijala. Najčešće služi za prijenos (transport) tekućina, para, plinova, te sitnih čvrstih tvari (žita, piljevine, pijeska, sitnog ugljena), a upotrebljavaju se i za izradu različitih konstrukcija. Ima širok raspon primjene: brodogradnja, strojogradnja, građevinarstvo, industrija vozila. 
Cijevi imaju obično kružni presjek, ali mogu biti i kvadratne, pravokutne, šesterokutne, eliptične. Svi navedeni presjeci, osim okruglog, rijetko se primjenjuju u brodogradnji i strojogradnji za protok medija.

## Nazivni promjer cijevi
Nazivni promjer je osnova za standardizaciju cijevi. To je u pravilu svijetli promjer cijevi odnosno cijevnih elemenata, a označava se s DN. 
Za lijevane cijevi, GRP cijevi i cijevi iz nehrđajućeg čelika uvijek je unutarnji promjer jednak nazivnom promjeru (Du = DN).
Čelične bešavne cijevi proizvode se zbog različitih tlakova medija s tri, odnosno kod većih promjera s dvije različite debljine stijenke. Vanjski promjer je stalan, jer je standardiziran otvorom alata kojim se cijev izrađuje u valjaonici i samim načinom proizvodnje, a unutarnji promjer se smanjuje za dvije debljine stijenke, koje mogu biti različite. Zato nazivni promjer čeličnih cijevi nije uvijek jednak unutrašnjem promjeru, već se sama oznaka odnosi na neki prosječni svijetli otvor.
Prirubnice, armatura, i cijevni pribor također su standardizirani prema nazivnom promjeru, čime je osigurana kompatibilnost u izradi i montaži cijevnih linija. Budući da su se razni promjeri do kraja 1980. često označavali i u inčima (1 inč = 25,4 mm), s takvim oznakama možemo se susretati i nadalje.

## Vrste cijevi
Cijevi mogu biti:
- Čelične cijevi:

- Čelične bešavne cijevi:

- Čelične bešavne (normalne) cijevi,
- Precizne čelične cijevi,
- Čelične cijevi za cijevni navoj,
- Čelične cijevi bez propisanih mehaničkih svojstava (za priključke),
- Dupleks cijevi,

- Čelične šavne cijevi:

- Čelične šavne (normalne) cijevi,
- Čelične šavne pocinčane cijevi za cijevni navoj,

- Cijevi iz obojenih metala:

- Bešavne cijevi iz obojenih metala:

- Bakrene vučene cijevi,
- Mjedene vučene cijevi,
- Aluminijske vučene cijevi,
- AlMs (yorcalbro) vučene cijevi,
- CuNi (cunifer) vučene cijevi,
- Vučene cijevi od nehrđajućeg čelika,

- Šavne cijevi iz obojenih metala:

- Bakrene šavne cijevi,
- AlMs (yorcalbro) šavne cijevi,
- CuNi (cunifer) šavne cijevi,
- Šavne cijevi od nehrđajućeg čelika,

- Plastične cijevi:

- PVC (polivinil klorid) cijevi,
- GRP (engl. Glassfibre Reinforced Polyester) cijevi.

### Čelične bešavne cijevi
Čelične bešavne cijevi proizvode se u valjaonicama, a tehnološki postupak sastoji se od tri koraka: izrade šupljeg tijela (čahure), izrade cijevi iz čahure i završne operacije. Najpoznatiji postupak dobivanja šupljeg tijela je tzv. Mannesmannov postupak pomoću para dvostrukih konusnih valjaka koji rotiraju u istom smjeru. Između tih valjaka propušta se užareni čelični ingot koji, osim rotacijskog, dobiva i translatorno (pravocrtno) gibanje izazvano međusobno kosim položajem valjaka. Zbog ta dva kretanja u sredini ingota dolazi do razdvajanja metala. U nastali otvor ulazi trn, tako da između trna i valjaka dolazi do valjanja stijenke čahure. Ovako obrađene čahure se nakon ponovnog zagrijavanja valjaju u bešavne cijevi, pri čemu se stijenke stanjuju, a cijevi istodobno izdužuju. Postupak se izvodi pomoću kalibriranih valjaka i trna. Razmak između valjaka određuje vanjski promjer cijevi, a promjer trna unutarnji. Završne se operacije izvode na hladnim cijevima, a sastoje se od smanjivanja (reduciranja) cijevi valjanjem, kalibriranja, ravnanja, rezanja i pakiranja.

### Čelične šavne cijevi
Čelične šavne cijevi izrađuju se od valjanih čeličnih traka čija debljina odgovara debljini stijenke buduće cijevi, a širina njezinu opsegu. Traka se po dužini provlači kroz posebnu matricu koja joj daje oblik cijevi. Zatim slijedi uzdužno zavarivanje cijevi,
kalibriranje, rezanje na potrebnu dužinu, normalizacija, sortiranje i pakiranje. Cijeli se postupak odvija automatski na automatiziranim proizvodnim trakama.
Cijevi se spajaju uzdužnim sučeljenim zavarivanjem. Cijevi velikog promjera, do 2020 mm, i male debljine stijenke, ovako spojene, primjenjuju se u brodogradnji za izradu ispušnog cjevovoda motora s unutrašnjim izgaranjem. Čvrstoća šavnih cijevi manja je od čvrstoće bešavnih cijevi zbog spojnog mjesta, pa se upotrebljavaju uglavnom za izradu sporednih cjevovoda. Nisu prikladne za obradu savijanjem, jer postoji opasnost da pri tome popusti šav. Jeftinije su od bešavnih cijevi.

### Bakrene cijevi
Bakar je materijal male tvrdoće, vrlo dobre toplinske vodljivosti i vrlo otporan na utjecaj korozije. Ne podnosi visoke temperature, jer mu se tada čvrstoća naglo smanjuje. Bakrene cijevi proizvode se kao šavne ili bešavne. Šavne bakrene cijevi izrađuju se savijanjem bakrenog lima i tvrdim lemljenjem, a bešavne izvlačenjem. Debljina stijenke iznosi 1 do 10 mm. Izvlačenje bakrenih (i ne samo bakrenih) cijevi malog promjera i velikih duljina izvodi se pomoću tzv. letećeg trna koji nema držača, već slobodno stoji u otvoru matrice pridržavan silama trenja. Takve se cijevi isporučuju u kolutima. Bakrene cijevi su skuplje od čeličnih, ali je njihova ugradnja jednostavnija zbog njihove velike savitljivosti i time jednostavne prilagodbe oblika cijevi prostoru ugradnje.

### Mjedene cijevi
Mjed ili mesing je slitina bakra i cinka, vrlo otporna prema koroziji i boljih mehaničkih svojstava od bakra. Kao i kod bakra, pri višim temperaturama mehanička svojstva mjedenih cijevi znatno opadaju. Danas je primjena mjedenih cijevi ograničena zbog uporabe novih materijala boljih osobina - CuNi (cunifer) cijevi.

### AlMs ili yorcalbro cijevi
AlMs slitina, je slitina od 76% Cu, 21,96% Zn, 2% Al i 0,04% As, poznata pod trgovačkim nazivom yorcalbro. Yorcalbro cijevi su vrlo otporne prema koroziji, jer se ubrzo nakon puštanja u rad, puput bakra, presvuku filmom oksida koji ih štiti od daljnje korozije. Otporne su prema djelovanju morske vode, kao i prema djelovanju kiselina i svih naftnih derivata.

### CuNi ili cunifer cijevi
CuNi slitina poznata je pod trgovačkim nazivom cunifer. Najčešće se upotrebljava slitina sastavljena od 87,3% Cu, 10% Ni, 1,7% Fe i 1% Mn, a naziva se i cunifer 10. Osobine i mehanička svojstva tih cijevi slične su AlMs ili yorcalbro cijevima, ali im je cijena niža, pa se sve više upotrebljavaju za cjevovode koji su izloženi pojačanom djelovanju korozije (morska rashladna voda, grijanje tankova balasta, tekućeg tereta kod tankera, tankova taloga u strojarnici, cjevovod kondenzata, izmjenjivači topline). Udjeli željeza i mangana povećavaju otpornost cunifer cijevi prema eroziji i koroziji, a zahvaljujući visokom postotku bakra, cijevi koje su izložene djelovanju morske vode nisu jako obraštene. 

### Cijevi od nehrđajućeg čelika ili AISI cijevi
Pod nehrđajućim čelikom podrazumijeva se čelik čije trošenje zbog korozije nije veće od 0,1 mm u godini dana, što omogućuje tanki film oksida kroma na površini čelika. Kod nehrđajućih čelika javlja se nekoliko tipova korozije, od kojih su neki vrlo brzi u svom djelovanju, tako da za vrlo kratko vrijeme može doći do jakog razaranja materijala i velikih šteta. Koriste se za izradu cjevovoda sistema tekućeg tereta na tankerima za prijevoz kemikalija. 

### Dupleks cijevi
Dupleks čelici su čelici dvofazne strukture, tj. oni imaju podjednak udio austenita i ferita. Taj materijal otporan je na koroziju. U brodogradnji se koristi za izgadu cjevovoda radne hidraulike za pogon uronjenih crpki tereta.

### Plastične cijevi
Vrlo važno svojstvo plastičnih cijevi jest njihova mala gustoća, pa je cjevovod od PVC cijevi i do deset puta lakši od npr. čeličnog cjevovoda. Mala masa cijevi znatno utjece i na ekonomičnost proizvodnje, jer su troškovi prijevoza i uskladištenja mnogo niži, a ugradnja tih cijevi mnogo je lakša. Plastične cijevi otporne su prema morskoj i slatkoj vodi, kiselinama, lužinama, uljima, detergentima itd., a neotporne prema benzolu, acetonu i nekim ugljikovodicima. Velika otpornost prema koroziji omogućuje njihovu oporabu gotovo u svim agresivnim sredinama, a da ih pri tome ne treba zaštićivati nikakvim zaštitnim premazima.
Vijek trajanja cjevovoda od plastičnih cijevi vrlo je dug.